# Shecomeco
Shecomeco (Shekomeko) /=veliko selo. prema Gerardu dolazi od kitchi =great, + comoco, land (u ovom slučaju naselje. U jeziku powhatana, comoco znači selo opasano palisadama./, jedno od sela Wawyachtonoc Indijanaca, plemena iz konfederacije Mahican, koje se nalazilo oko dvije milje (3 km) južno od današnjeg Pine Plainsa, u okrugu Dutchess u New Yorku. Moravski svećenici tamo su 1740. utemeljili misiju, ali su Indijanci 1746. preseljeni u Friedenshuetten, a nakon toga u Gnadenhuetten.